# Angostura ossana
Angostura ossana là một loài thực vật có hoa trong họ Cửu lý hương. Loài này được (DC.) Beurton mô tả khoa học đầu tiên năm 2004.